# Cyathea nicklesii
Cyathea nicklesii är en ormbunkeart som först beskrevs av Marie Laure Tardieu och Ballard, och fick sitt nu gällande namn av Tindale. Cyathea nicklesii ingår i släktet Cyathea och familjen Cyatheaceae. Inga underarter finns listade.